# Capacidade postulatória
A capacidade postulatória é a capacidade de fazer valer e defender as próprias pretensões ou as de outrem em juízo ou, em outra palavras, a qualidade ou atributo necessário para poder pleitear ao juiz. Essa qualidade está consubstanciada na condição de ser membro da instituição ou ser inscrito na OAB.
É importante não confundir capacidade postulatória com capacidade processual. Essa se refere à capacidade de estar em juízo independentemente de assistência ou representação. "No entanto, para a prática de alguns atos processuais (os postulatórios), a lei exige aptidão técnica especial do sujeito, sem o qual o ato é inválido. Essa aptidão técnica é a capacidade postulatória."
Em regra, tem capacidade postulatória o Ministério Público, a Defensoria Pública (CF, art. 134 e LCF 80/94, art. 4º, parágrafo 6º) e o advogado, cf. artigo 36 do Código de Processo CivilArt. 36. A parte será representada em juízo por advogado legalmente habilitado. Ser-lhe-á lícito, no entanto, postular em causa própria, quando tiver habilitação legal ou, não a tendo, no caso de falta de advogado no lugar ou recusa ou impedimento dos que houver.; são exceções, dentre outras, o habeas corpus, impetrável por qualquer cidadão, conforme o artigo 654 do Código de Processo PenalArt. 654 - O habeas corpus poderá ser impetrado por qualquer pessoa, em seu favor ou de outrem, bem como pelo Ministério Público., e as causas cíveis com valor menor do que vinte salários mínimos, que podem ser propostar pelos próprios interessados, cf. artigo 9º da Lei dos Juizados Especiais (Lei Federal n.° 9.099, de 26 de setembro de 1995)Art. 9º Nas causas de valor até vinte salários mínimos, as partes comparecerão pessoalmente, podendo ser assistidas por advogado; nas de valor superior, a assistência é obrigatória..
Vale ressaltar que a capacidade postulatória é um pressuposto de validade processual, ou seja, sua falta gera a nulidade do processo.
É importante esclarecer que a Defensoria Pública é quem representa a pessoa natural ou jurídica de direito privado, tal qual os advogados. Com isso, podemos dizer, então,  que existem duas espécies de capacidade postulatória: a institucional, da Defensoria Pública e do Ministério Público, e a individual, dos advogados.
Em alguns casos, é conferida capacidade postulatória diretamente às partes, mesmo que não sejam advogadas nem membros do Ministério Público ou da Defensoria Pública. Alguns exemplos são o art. 27 da Lei nº. 11.340/2006 (Lei Maria da Penha), que prevê que a mulher vítima de violência peça diretamente medidas de proteção contra o ofensor e o art. 9º da Lei nº. 9.099/95, que dispensa a contratação de advogado nas causas de valor inferior a 20 salários mínimos nos Juizados Especiais.